# 江陵段氏
江陵段氏（カンヌンダンし、こうりょうだんし、강릉 단씨）は、韓国の氏族である。

## 歴史
始祖段干木は今の慶州地方である牟梁部人で高麗忠烈王の時の版図判書を歴任した。段干木の息子段弘仁が高麗忠粛王時には武科宣伝官を執り行なったという記録がある。
5世段由仁が1459年に文科に合格して抱川県監を執り行なって、延安段氏として分派した。段由仁は当代の碩学徐敬徳と同門修学をするほどの秀才であった。

## 人物
- 段楊爾 : 百済15代武寧王時五経博士として日本に派遣されて活躍した。
- 9世孫段碩哲が学徳が高かったという記録があり、彼の弟段孝哲が粛宗の時武科に及第した。

## 過去及第者
- 段由仁 :1459年己卯式年試丁科22位
- 段必式 :1666年丙午式年試生員三等
- 段宇柱（1875年生）: 1891年辛卯増広試生員3位。父は通仕郎・行義禁府都事の段潤浩。

## 世居地
中始祖段由仁は燕山君時代の甲子士禍から逃れて、中央から江陵に都落ちした。その後、一部が世居地を忠清南道洪城郡へ移したようである。18世孫の代（1896年）までの墓塋が洪城郡洪北面大仁里世葬山になっている。

## 族譜発刊
辛亥譜（1971年） 

## 人口
2000年の大韓民国統計庁人口の調査では、段氏は437世帯、1,429人で韓国で167位である。2015年の調査では1,612人となる。
延安段氏は1985年には82世帯、352人、2000年には48世帯、165人、2015年には103人がいた。江陵段氏は1985年には13世帯、51人、2000年には60世帯179人、2015年には243人がいた。